# Acanthostracion
Genre
Acanthostracion est un genre de poissons de la famille des Ostraciidae.

## Liste des espèces
- Acanthostracion guineensis (Bleeker, 1865).
- Acanthostracion notacanthus (Bleeker, 1863).
- Acanthostracion polygonius Poey, 1876.
- Acanthostracion quadricornis (Linnaeus, 1758).